# Poliakovce
Poliakovce este o comună slovacă, aflată în districtul Bardejov din regiunea Prešov. Localitatea se află la altitudinea de 225 m deasupra n.m., se întinde pe o suprafață de 7,53 km2 și în 2017 număra 379 de locuitori. Se învecinează cu comuna Brezovka.

## Istoric
Localitatea Poliakovce este atestată documentar din 1414.

## Demografie
| An:                | 1994 | 2004   | 2014   | 2024   |
| ------------------ | ---- | ------ | ------ | ------ |
| Număr de persoane: | 397  | 372    | 368    | 378    |
| Diferență:         |      | −6,29% | −1,07% | +2,71% |

| An:                | 2023 | 2024 |
| ------------------ | ---- | ---- |
| Număr de persoane: | 378  | 378  |
| Diferență:         |      | +0%  |